# Реінкарнація: збій системи
Реінкарнація: збій системи (Chariot) — американська науково-фантастична комедія 2022 року, написана та режисована Адамом Сігалом. В квітні 2022 року компанія Saban Films випустила фільм у кінотеатри та відео за запитом.

## Про фільм
Історія про корпорацію та лікаря, який спостерігає за процесом реінкарнації.
І молодого чоловіка, який стає збоєм у системі, коли зустрічає жінку, яку він кохав у минулому житті.

## Знімались
| Актор                | Роль     |
| -------------------- | -------- |
| Томас Манн           | Гаррісон |
| Роза Салазар         | Марія    |
| Скаут Тейлор-Комптон | Лорен    |
| Шейн Вест            | Рорі     |
| Джон Малкович        | Карн     |
| Вернон Девіс         | Девід    |
| Джозеф Баена         | Корі     |
| Кассандра Ґава       | Вера     |